# Belgische verkiezingen 1925
In België werden op zondag 5 april 1925 algemene wetgevende verkiezingen gehouden. Het ging om vervroegde verkiezingen die bij het begin van het jaar werden aangekondigd. Bij koninklijk besluit van 7 maart 1925 werd het parlement ontbonden.
De socialisten van de Belgische Werkliedenpartij plukken de vruchten van hun harde oppositie tegen het antisociale beleid van de regering-Theunis I. De katholieke en liberale regeringspartijen krijgen de rekening gepresenteerd. Het gaat om de grootste socialistische verkiezingsoverwinning in de Belgische geschiedenis.

## Kamer
Er is een nieuwe Kamerzetel gecreëerd in het arrondissement Verviers, waar de bevolking van de Oostkantons voortaan mag meestemmen.
De BWP behaalt in totaal meer stemmen dan de katholieken, dissidente lijsten inbegrepen. Qua zetelaantal zijn beide partijen echter even groot. Het zijn vooral de liberalen die hun zetels zien slinken.
Extreemlinks doet de Kommunistische partij haar intrede in het parlement, met War Van Overstraeten en Joseph Jacquemotte. Extreemrechts neemt het Nationaal Legioen van Paul Hoornaert deel aan de verkiezingen, maar zonder succes.
De Vlaams-nationalisten (Frontpartij) halen zes zetels onder uiteenlopende benamingen en in verschillende lokale combinaties.
| Partij | Partij               | Stemmen   | %     | Zetels | Zetels +/- |
| ------ | -------------------- | --------- | ----- | ------ | ---------- |
|        | BWP                  | 820.116   | 39,4% | 78     | +10        |
|        | Katholieken          | 804.143   | 38,6% | 78     | -2         |
|        | Liberalen            | 304.467   | 14,6% | 23     | -10        |
|        | Vlaams-nationalisten | 80.407    | 3,9%  | 6      | +2         |
|        | Communisten          | 34.149    | 1,6%  | 2      | +2         |
|        | Overige              | 38.348    | 1,8%  | 0      | -1         |
| Totaal | Totaal               | 2.082.006 | 100%  | 187    | +1         |

## Senaat
In de Senaat hebben de katholieken de grootste fractie. Zij ontlenen daaraan het recht om de eerste minister te leveren in de nieuwe regering.
|        | Katholieken          | 810.090   | 39,9% | 41 | 71  | -2 |
|        | BWP                  | 828.854   | 40,9% | 39 | 59  | +7 |
|        | Liberalen            | 324.823   | 16,0% | 13 | 23  | -5 |
|        | Vlaams-nationalisten | 46.417    | 2,3%  | 0  |     |    |
|        | Overige              | 18.013    | 0,9%  | 0  |     |    |
| Totaal | Totaal               | 2.028.197 | 100%  | 93 | 153 | -  |

## Verkozenen
- Kamer van volksvertegenwoordigers (samenstelling 1925-1929)
- Samenstelling Belgische Senaat 1925-1929

## Regeringsvorming
Na een naar de normen van de tijd lang aanslepende regeringscrisis van 73 dagen zal een "democratische" rooms-rode regering-Poullet-Vandervelde worden gevormd.